# Walter Goddijn

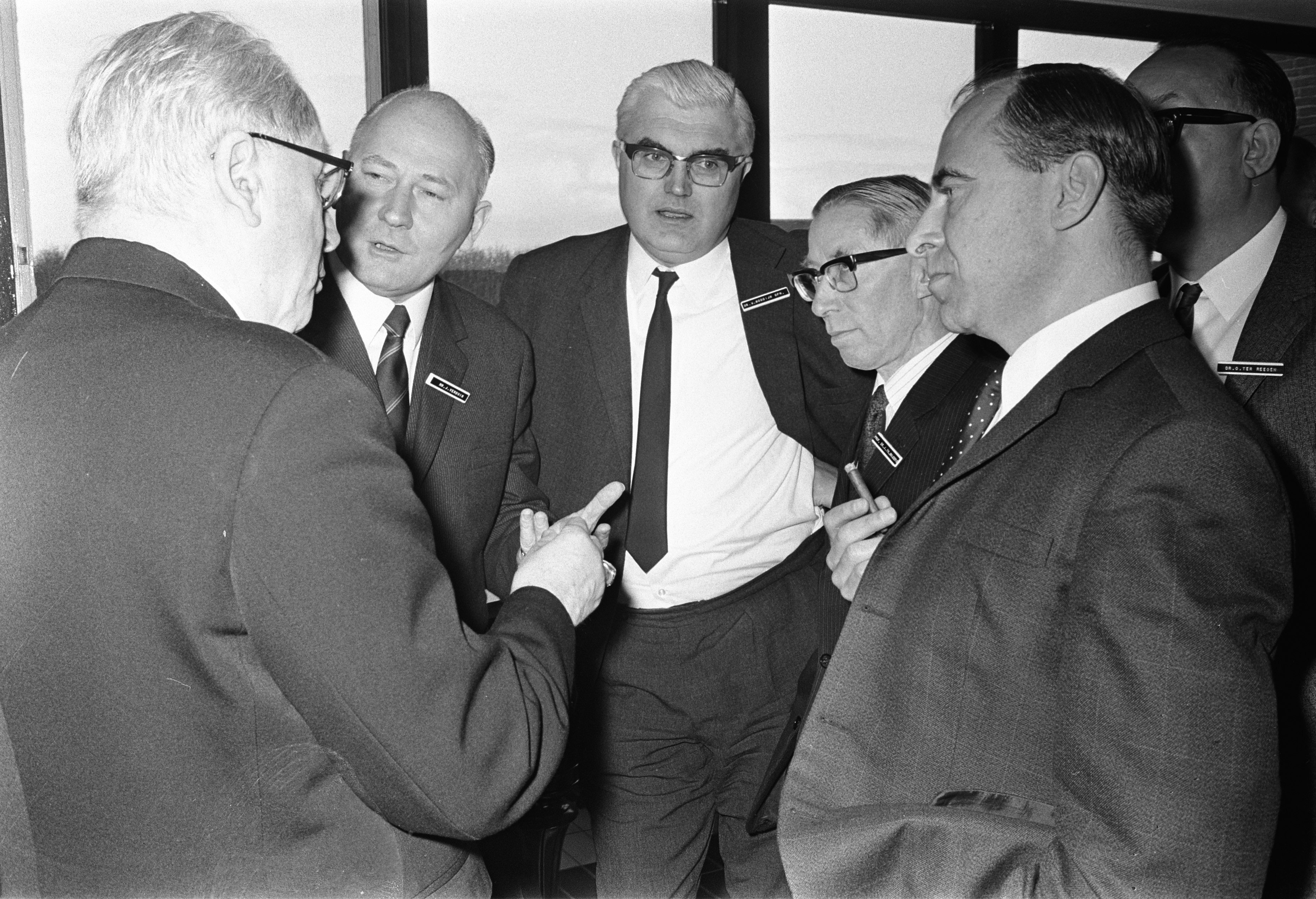
Goddijn (Mitte) (1968)

Johannes Jacobus Oscar („Walter“) Goddijn (* 12. Februar 1921 in Leiden; † 4. Januar 2007 in Haghorst) war ein römisch-katholischer Priester, Franziskaner, Religionssoziologe, Professor und einflussreicher Mitarbeiter der niederländischen Bischöfe. Wegen des Letzten nannte man ihn nicht ohne Ärger „den holländischen Papst“.

## Leben und Karriere
Walter Goddijn war seit 1941 Franziskaner und seit 1947 Priester. Er studierte Religionssoziologie und promovierte mit einer Arbeit über Katholiken und Protestanten in Friesland. Danach war er publizistisch aktiv: Bücher über Zölibat, Kardinal Alfrink und Papst Paul VI., Kirchenerneuerung, Die Zukunft der Kirchen und Was ist los mit der Kirche in Holland? sind übersetzt worden, auch in Englisch, Französisch und Italienisch.
Nach seiner Tätigkeit in der holländischen Kirchenprovinz wurde Goddijn Professor für Religionssoziologie in Tilburg. Er starb nach einer Krankheitszeit in seinem Wohnort Haghorst, einem Dorf in Nordbrabant.

## Schriften
- Roomsen dat waren wij. Sociologische reflecties over de identiteitsverandering van het katholieke volksdeel. Gooi en Sticht, Hilversum 1978, ISBN 90-304-0135-4.